# Союз писателей Казахстана
Союз писателей Казахстана — общественная творческая организация, объединяющая более 750 казахских профессиональных литераторов.

## Структура
В структуре Союза писателей — творческие секции по казахской, русской, уйгурской (с 1932), немецкой и корейской (с 1977) литературе.
В региональной структуре — пять межобластных отделений в Караганде, Семипалатинске, Уральске, Астане, Шымкенте.
Правление Союза писателей находится по адресу: Союз писателей Казахстана, проспект Аблай-хана 105, Алма-Ата, Казахстан.

## Печатные органы
Список периодических изданий союза писателей:
- газета «Қазақ әдебиетi» (1934),
- журналы «Жұлдыз» (1928),
- «Простор» (1933),
- "Жалын (журнал)" (1969).

## История
Основные события в казахской литературе советского периода:
- В 1923 году поэт Магжан Жумабаев был направлен из Туркестанской Республики в Москву в Высший литературно-художественный институт В.Брюсова, где познакомился с деятельностью писательских объединений и, в частности, Союза поэтов. И им было задумано создание литературного объединения казахских писателей, которое он назвал «Алқа́» («Коллегия») и написал программу организации. Она была направлена по почте для ознакомления литераторам, живущим в разных городах, и находила сторонников. Программа «Алка» одобрялась в переписках, но не была принята, поскольку не было и собрания. «Алка» организационно осталась неоформленной. Данное намерение создать литературное объединение было признано признаком национализма, попыткой алашордынцев реанимироваться и вредить советскому строю. Независимое литературное объединение было запрещено.
- В 1925 году в республике была создана официальная Ассоциация пролетарских писателей Казахстана.
- 1928 — создание журнала «Жаңа әдебиет» (Новая литература), впоследствии переименованного в «Жулдыз».
- В 1928-1930 годы подверглись преследованиям и репрессиям почти все литераторы старой формации, все потенциальные члены «Алка» — Ахмет Байтурсынов, Миржакип Дулатов, Джусипбек Аймауытов, Магжан Джумабаев, Мухтар Ауэзов, Кошке Кеменгеров и другие.
- 1933 год — начинает издаваться журнал «Простор», ставший печатным органом СПК.
- 12 июня 1934 года, за три месяца до открытия первого съезда писателей СССР, состоялся Первый съезд писателей автономной Казахской Республики (входившей в то время в состав Российской Федерации), который объединил всех благонадёжных литераторов в Союз советских писателей Казахстана. Вступительное слово произнёс основатель Союза Сакен Сейфуллин. Первым председателем был избран Ильяс Джансугуров.
- 1939 год — Второй съезд писателей Казахстана.
- 1951 год. Были арестованы и осуждены на длительный срок историки Е. Бекмаханов, Б. Сулейменов, арестованы учёные-филологи Е. Исмаилова и К. Мухамедханова, последний — за «националистические ошибки в вопросах изучения литературной школы Абая». Вышли постановления ЦК КП Казахстана об антинародной сущности образцов эпоса, связанных с ними научных трудов разных учёных, историков, филологов и научных коллективов. Критиковался роман М. Ауэзова об Абае в редакционной статье «Казахстанской правды» в июне 1953 года.
- В 1954 году (через пятнадцать лет после Второго съезда) состоялся очередной, третий съезд писателей республики; после Великой Отечественной войны ряды Союза писателей начали быстро пополняться, литераторов нацеливали на новую героику советского народа — подъём целины.
- В 1975 году Москвой запрещена литературоведческая книга члена СПК Олжаса Сулейменова «АзиЯ», посвящённая «Слову о полку Игореве», за пантюркизм, автор не издавался восемь лет.
- В 1986 год. «Бахытжан Канапьянов подвергся гонениям и критике со стороны партийного аппарата ЦК КПСС и ЦК Компартии Казахстана за своё стихотворение Позабытый мной с детства язык», опубликованное в журнале «Простор», в котором поэт раскрыл пагубность национальной политики идеологического аппарата того периода. Стихи Б. Канапьянова были под негласным запретом и только с приходом У. Джанибекова (1988 г.) произведения  поэта стали появляться в печати. В дни декабрьских событий в Алма-Ате («Желтоксан») в знак солидарности с поэтом «Бахыт Кенжеев читал стихи Б. Канапьянова по радио Голос Америки».
- В годы «перестройки» по инициативе Союза писателей родились народные движения Невада — Семипалатинск за запрет ядерных испытаний на Семипалатинском полигоне под лидерством Олжаса Сулейменова и Движение за спасение высыхающего Арала, руководимое Мухтаром Шахановым. Но это были последние весомые политические всплески от членов Союза писателей Казахстана.

## Председатели
| №  | Портрет | Председатель Имя по-казахски (Годы жизни)             | Председательство | Председательство |
| №  | Портрет | Председатель Имя по-казахски (Годы жизни)             | Начало           | Конец            |
| -- | ------- | ----------------------------------------------------- | ---------------- | ---------------- |
| 0  |         | Сакен Сейфуллин Сәкен Сейфуллин (1894–1938)           | 1925             | 1932             |
| 1  |         | Ильяс Жансугуров Ілияс Жансүгіров (1894–1938)         | 1934             | 1935             |
| 2  |         | Габбас Тугжанов Ғаббас Тоғжанов (1900–1937)           | 1935             | 1936             |
| 3  |         | Сабит Муканов Сәбит Мұқанов (1900–1973)               | 1936             | 1937             |
| 4  |         | Мухамеджан Каратаев Мұхамеджан Қаратаев (1910–1995)   | 1937             | 1938             |
| 5  |         | Абилев, Дихан Дихан-Баба Әбілев (1907–2003)           | 1938             | 1939             |
| 6  |         | Абдильда Тажибаев Әбділда Тәжібаев (1909–1998)        | 1939             | 1943             |
| 7  |         | Сабит Муканов Сәбит Мұқанов (1900–1973)               | 1943             | 1951             |
| 8  |         | Абдирахим Жаймурзин Әбдірахим Жаймурзин (1916–2010)   | 1951             | 1953             |
| 9  |         | Мустафин, Габиден Ғабиден Мұстафин (1902–1985)        | 1953             | 1956             |
| 10 |         | Габит Мусрепов Ғабит Мүсірепов (1902–1985)            | 1956             | 1962             |
| 11 |         | Ғабиден Мұстафин (1902–1985)                          | 1962             | 1964             |
| 12 |         | Габит Мусрепов Ғабит Мүсірепов (1902–1985)            | 1964             | 1966             |
| 13 |         | Ади Шарипов Әди Шәріпов (1912–1993)                   | 1966             | 1971             |
| 14 |         | Ануар Алимжанов Әнуар Әлімжанов (1930–1993)           | 1971             | 1979             |
| 15 |         | Жубан Молдагалиев Жұбан Молдағалиев (1920–1988)       | 1979             | 1983             |
| 16 |         | Олжас Сулейменов Олжас Сүлейменов (1936–)             | 1983             | 1991             |
| 17 |         | Калдарбек Найманбаев Қалдарбек Найманбаев (1939–2004) | 1991             | 1996             |
| 18 |         | Нурлан Оразалин Нұрлан Оразалин (1947–)               | 1996             | 2018             |
| 19 |         | Улыкбек Есдаулет Ұлықбек Есдәулет (1954–)             | 2018             | 2023             |
| 20 |         | Мереке Кулкенов Мереке Құлкенов (1951–)               | с 2023 года      | –                |

## Здание Союза писателей
В 1945 году СНК КазАССР было принято постановление о строительстве в 1946 году в Алма-Ате «Дома писателей имени Джамбула». Архитектором Сумароковым был разработан проект, но здание так и не было построено.
Здание, расположенное по адресу ул. Абылай хана 105, начали строить для размещения в нём Министерства иностранных дел Казахской ССР. Оно было построено по проекту архитекторов А. А. Леппика и А. Ф. Иванова.
В 1972 году по проекту архитектора И. В. Щевелевой к зданию были пристроены конференц-зал, кафе «Каламгер». Реконструкция была связана с проведением в Алма-Ате конференции писателей стран Азии  и Африки.

## Архитектура
Здание Союза писателей было построено в стилевых характеристиках классицизма и стало важным градоформирующим объектом города Алма-Аты того периода. Оно представляет собой образец гражданской и общественной советской архитектуры. Архитектурно-планировочная композиция трёхэтажного, прямоугольного в плане здания – центральноосевая. Главный вход расположен в выступе центрального ризалита. В торцах здания устроены боковые входы, оформленные аналогично главному. В основе композиции фасада – горизонтальная лента оконных проемов, противопоставленная вертикальному ритму пилястр композитного ордера в межоконных простенках и по углам здания.

### Статус памятника
10 ноября 2010 года был утверждён новый Государственный список памятников истории и культуры местного значения города Алматы, одновременно с которым все предыдущие решения по этому поводу были признаны утратившими силу. В этом Постановлении был сохранён статус памятника местного значения здания Союза писателей. Границы охранных зон были утверждены в 2014 году.